# Ох, Кароль
«Ох, Кароль» (пол. Och, Karol) — польский художественный фильм, комедия 1985 года.

## Сюжет
Кароль Гурский - успешный мужчина за 30, работает в проектном бюро, ездит на неплохой машине, да к тому же, женат на красавице. В его жизни есть лишь одна слабость - он не может отказать женщинам. Его рабочий график всегда расписан по минутам, ведь кроме жены у него есть ещё три любовницы. В один из дней девушки узнают друг о друге и придумывают гениальный план, который позволил бы проучить нерадивого Кароля...

## В ролях
- Ян Пехоциньский — Кароль,
- Данута Ковальская — Марыся, жена Кароля,
- Иоланта Новак — Ирена,
- Марта Клубович — Паулинка,
- Дорота Каминская — Ванда,
- Уршула Каспржак — Йола,
- Здзислав Вардейн — Роман Дольны, друг Кароля,
- Франтишек Тшецяк — начальник Кароля,
- Эва Салацкая — Катажина Лесиак, геодезистка,
- Эльжбета Панас — Бася, барменша,
- Зофья Червиньская — мать Кароля,
- Алина Яновская — тёща Кароля,
- Бронислав Павлик — тесть Кароля,
- Ирена Лясковская — тётка Кароля,
- Тадеуш Боровский — Тадек, товарищ Кароля,
- Казимеж Высота — товарищ Кароля.